# أبيل جيمس هيندل
أبيل جيمس هيندل هو سياسي كندي، ولد في 1878، وتوفي في 1955. انتخب عضو المجلس التشريعي في ساسكاتشوان ‏.